# F1 2015
F1 2015 – komputerowa gra wyścigowa o tematyce Formuły 1, wyprodukowana przez brytyjskie studio Codemasters. Gra została wydana 10 lipca 2015 roku na platformy PC, PlayStation 4 oraz Xbox One.

## Rozgrywka
Rozgrywka została podzielona na kilka trybów gry.
Gracz używając zestawu słuchawkowego może wydawać komendy głosowe aby kontaktować się z obsługą techniczną.
Gra została oparta na silniku Ego.

## Wydanie
Gra została zapowiedziana 31 lipca 2014 roku, jeszcze przed premierą F1 2014. Premiera planowana na 12 czerwca 2015 roku została przesunięta na 10 lipca.

## Odbiór gry
F1 2015 zajęła pierwsze miejsce na liście sprzedaży w Wielkiej Brytanii. Sprzedaż względem F1 2014 wzrosła o 367%. Sam White z PC Gamer UK pozytywnie ocenił sztuczną inteligencję przeciwników, którzy zmieniają swoje zachowanie w zależności od poczynań gracza. Według Sama brak możliwości stworzenia własnej postaci zawęża rozwój gracza, ale z drugiej strony brak przychodzących e-maili i kontraktów powoduje, że ściganie się jest bardziej wciągające. Swoją recenzję podsumował stwierdzeniem, że gra nie jest w stanie konkurować z innymi tytułami takimi jak Project CARS.